# Carolina Marín
Carolina Marín, född den 15 juni 1993 i Huelva, är en spansk badmintonspelare.
Marín vann OS-guld i singel vid Olympiska sommarspelen 2016. Den 20 april 2017 rankades hon som tvåa i världen i damsingel av Badminton World Federation. Carolina Marín blev år 2018 den första kvinnliga badmintonspelaren att vinna 3 världsmästerskap, samma år blev hon även första kvinna att vinna 4 europamästerskap.